# Alfons Peeters
Alfons "Fons" Peeters (* 21. Januar 1943 in Koersel, Provinz Limburg; † 5. Januar 2015 in Sint-Truiden) war ein belgischer Fußballspieler.

## Karriere

### Verein
Peeters begann im Alter von zehn Jahren beim FC Beringen mit dem Fußballspielen. Mit 17 Jahren debütierte er in der ersten Mannschaft. 1962 stieg er mit Beringen in die Erste Division auf und schaffte den Klassenerhalt. In der darauf folgenden Saison wurde Beringen Vizemeister hinter dem RSC Anderlecht. 1966 verließ Peeters seinen Heimatverein und wechselte zu R Olympic Charleroi in die zweite belgischen Liga. Bereits ein Jahr später stieg er mit Charleroi in die höchste Spielklasse auf. Am Ende der Saison 1967/68 musste der Club nach nur einer Spielzeit absteigen. Peeters nahm daraufhin ein Angebot des RSC Anderlecht an. Aufgrund der dortigen großen Konkurrenz und eines Trainerwechsels verlor Peeters seinen anfänglichen Stammplatz.
1970 stand er im Finale des Messestädte-Pokals. Beim 3:1-Sieg im Hinspiel vor heimischem Publikum gegen den FC Arsenal wurde Peeters in der 68. Minute beim Stand von 2:0 für Anderlecht eingewechselt. Durch eine 0:3-Niederlage im Rückspiel, in dem Peeters nicht eingesetzt wurde, verpasste Anderlecht den Gesamtsieg aus zwei Spielen. 1971 ging er wiederum in die zweite Liga zu KAA La Gantoise. Nach drei Jahren verabschiedete er sich vom professionellen Fußball und spielte noch bis 1980 bei unterklassigen Vereinen.

### Nationalmannschaft
Obwohl er mit Charleroi den Klassenerhalt am Saisonende verpasste, wurde er 1967 und 1968 viermal in die belgische Nationalmannschaft berufen. 1970 stand er im Aufgebot für die Weltmeisterschaft in Mexiko, wurde jedoch in keinem der drei Vorrundenspiele gegen El Salvador (3:0), die Sowjetunion (1:4) und Mexiko (0:1) eingesetzt.

## Privates
Am 5. Januar 2015 starb Fons Peeters kurz vor seinem 72. Geburtstag infolge einer Krebserkrankung.